# Gangubai Kathiawadi
Pour plus de détails, voir Fiche technique et Distribution.
Gangubai Kathiawadi est un film indien en hindi réalisé par Sanjay Leela Bhansali et sorti en 2022. Produit par Jayantilal Gada et Sanjay Leela Bhansali, le film met en vedette Alia Bhatt tandis que Vijay Raaz, Indira Tiwari et Seema Pahwa jouent des rôles pivots ; Ajay Devgan et Emraan Hashmi sont présentés dans une longue apparition en caméo.

## Synopsis
Ganga (Alia Bhatt) quitte sa petite ville de Kathiawad pour aller à Bombay dans le but de devenir une star de cinéma. Mais son amant la trahit en la vendant à une maison close. Ganga devient alors Gangubai Kathiawadi et se bat pour être respectée. Gangubai devient un symbole pour les prostituées abusées.

## Fiche technique
- Titre original : Gangubai Kathiawadi
- Réalisation : Sanjay Leela Bhansali
- Scénario : Sanjay Leela Bhansali, Utkarshini Vashishtha
- Photographie : Sudeep Chatterjee
- Montage : Rajesh Pandey
- Musique : Ankit Balhara, Sanchit Balhara, Sanjay Leela Bhansali
- Costumes : Sheetal Sharma
- Pays de production :  Inde
- Langues originales : hindi, télougou
- Format : couleur
- Genre : drame biographique, policier
- Durée : 154 minutes
- Dates de sortie :  
  - Allemagne : 10 février 2022 (Berlinale 2022)
  - Inde : 25 février 2022

## Distribution
- Alia Bhatt : Gangubai Kathiawadi
- Ajay Devgan : Rahim Lala, mafieux partenaire de Gangubai
- Shantanu Maheshwari (en) : Afsaan Badr-ur-Razzaq, tailleur et amoureux de Gangubai
- Indira Tiwari (en) : Kamli, amie de Gangubai
- Vijay Raaz : Raziabai, rivale de Gangubai dans les élections
- Jim Sarbh (en) : Hamid Faizi, journaliste
- Seema Bhargava Parwa (en) : Sheela Masi, patronne du bordel[1]
- Varun Kapoor (en) : Ramnik, petit copain de Ganga au début de l'histoire avant de la vendre au bordel[2]
- Anmol Kajani : Birju, garçon au service de Gangubai
- Faiz Khan : Liyaqat, homme de main de Rahim Lala
- Chhaya Kadam : Rashmibai, patronne d'un bordel
- Baldev Trehan : le tailleur, oncle d'Afsaan
- Rahul Vohra : Premier ministre de l'Inde
- Ekta Shri : Ekta, une prostituée
- Lata S. Singh : Lata, une prostituée
- Raaj Vishwakarma : Abhay
- Aakash Pandey : Munna
- Tareeq Ahmed Khan : Rehman
- Sarthak Patel : Tripaty
- Sunil Beniwal : Namit
- Mamta Bajaj : Panelist
- Teetu Verma : Vendeur de sari

## Production
Sanjay Leela Bhansali déclare avoir eu l'idée de Gangubai Kathiawadi en 2012. Ce n'est qu'après avoir réalisé trois autres films qu'il la met à exécution. C'est selon lui son film le plus personnel.
À l'origine, Priyanka Chopra devait incarner le rôle de Gangubai, Alia Bhatt ayant été choisie pour un autre film prévu par le réalisateur, Inshallah. Ce film ne voit finalement pas le jour, d'où le changement d'actrice. Le titre initial du film devait être Heera Mandi avant de devenir Gangubai Kathiawadi. Ce titre est en revanche repris par le réalisateur en 2024 pour sa série Heera Mandi.
Pour recréer le quartier de Kamathipura dans les années 50, Sanjay Leela Bhansali s'inspire de sa propre enfance. Il a vécu à proximité des lieux qui apparaissent dans son film : il y incorpore donc des souvenirs, comme les cinémas et posters de films, l'ambiance du café, la camaraderie des prostituées. Il admet proposer une vision artistique et romantique du lieu plutôt qu'une version réaliste mais plus sombre. Les chefs décorateurs du film déclarent avoir voulu proposer une vision réaliste mais glamour.
Le film a été tourné en grande majorité dans le studio Film City. Son tournage a été affecté par le confinement en Inde en 2020.

## Accueil
Le film obtient on bon accueil, avec 91% d'avis positifs de la part des critiques et 95% de la part des spectateurs sur le site Rotten Tomatoes, une note de 3,9/5 sur Allociné, et une note de 7,8/10 sur IMDb. Il obtient une bonne note auprès de nombreux médias critiques. Certaines critiques le décrivent comme un des meilleurs films du réalisateur et saluent la performance d'Alia Bhatt dans le rôle principal,, pour certains considérée comme la meilleure de sa carrière,.
Dans un contexte post-restrictions dues au covid 19, c'est également un succès au box office, le film ayant gagné 5 millions de dollars dans les trois jours suivant sa sortie. En tout, il a gagné environ ₹207 crore soit environ 24,5 millions de dollars. Disponible sur Netflix, le film entre dans son top 10 pour 25 pays et occupe la première place pour la Thaïlande.

## Distinction
Sauf indication contraire, les informations mentionnées dans cette section peuvent être confirmées par les bases de données cinématographiques IMDb et Allociné,  présentes dans la section « Liens externes ».

### Récompenses
Liste non exhaustive :
- Filmfare Awards 2023 : 
  - Meilleur film
  - Meilleure actrice pour Alia Bhatt
  - Meilleure réalisation pour Sanjay Leela Bhansali
  - Meilleur dialogue pour Prakash Kapadia et Utkarshini Vashishtha (en)
  - Meilleure photographie pour Sudeep Chatterjee (en)
  - Meilleure chorégraphie pour Kruti Mahesh (en) pour la chanson Dholida
  - Meilleurs costumes pour Sheetal Sharma (en)
  - Meilleure musique d'accompagnement pour Sanchit et Ankit Balhara (en)
- Zee Cine Awards 2023 : 
  - Meilleure actrice (prix du jury) pour Alia Bhatt
  - Meilleurs costumes pour Sheetal Sharma (en)
  - Meilleur dialogue pour Prakash Kapadia et Utkarshini Vashishtha (en)
- National Film Awards 2023 :
  - Meilleure actrice pour Alia Bhatt
  - Meilleur dialogue pour Prakash Kapadia et Utkarshini Vashishtha (en)

### Sélection
- Berlinale 2022 : hors compétition

## Autour du film
Le récit parcourt la vie de la jeune Ganga qui marque en un rien de temps son propre territoire et devient Gangubai, une « madame » dans la « zone rouge » de Kamathipura (en). Le film devrait sortir en hindi et en télougou,.
Le film est vaguement basé sur une histoire véridique, reprise dans le livre Mafia Queens of Mumbai écrit par S. Hussain Zaidi. Le film dépeint l'ascension d'une fille simple de Kathiawad qui n'a eu d'autre choix que d'embrasser les chemins du destin et de le faire basculer en sa faveur,,. Bien que fictive, l'histoire s'inspire donc de personnes réelles, notamment Gangubai Kothewali et Karim Lala (en).
Il a fait l'objet d'une pétition lancée par un homme se présentant comme le fils adoptif de Gangubai, considérant que le film est diffamatoire et porte atteinte au droit à la vie privée.
Le film est présenté en première mondiale au 72e Festival international du film de Berlin qui se tient du 10 au 20 février 2022 puis sort en salles le 18 février 2022.